# فابیو کودیچینی
فابیو کودیچینی(به ایتالیایی: Fabio Cudicini) (زاده ۲۰ اکتبر ۱۹۳۵ در تریسته)، دروازه‌بان بازنشسته فوتبال ایتالیایی است. 
او همچنین پدر کارلو کودیچینی دروازه‌بان سابق تیم‌های آ.ث. میلان، چلسی و تاتنهام است. 
نام مستعار او عنکبوت سیاه (Rango Nero) است. 
کودیچینی برای تیم ملی ایتالیا بازی نکرد. علت این امر حضور دروازه‌بانانی چون دینو زوف، لورنزو بوفون و انریکو آلبرتوسی بود که عملاً شانس او را برای حضور در تیم ملی به صفر رسانده بودند.

## افتخارات[۲]
| سال     | جام                 | باشگاه     |
| ------- | ------------------- | ---------- |
| ۱۹۶۰-۶۱ | فیر کاپ             | رم         |
| ۱۹۶۳-۶۴ | کوپا ایتالیا        | رم         |
| ۱۹۶۷-۶۸ | اسکودتو             | آ.ث. میلان |
| ۱۹۶۷-۶۸ | جام در جام اروپا    | میلان      |
| ۱۹۶۸-۶۹ | جام باشگاه‌های اروپا | میلان      |
| ۱۹۶۹    | جام بین قاره‌ای      | میلان      |
| ۱۹۷۱-۷۲ | کوپا ایتالیا        | میلان      |